# Lillmor Wallinder
Rut Lillmor Viola Wallinder, född 4 maj 1933 i Filipstad, död 29 december 2023, var en svensk barn- och ungdomspsykiater.
Wallinder, som var dotter till brukstjänsteman Harry Ottosson och Ruth Hallberg, avlade studentexamen i Köping 1953, folkskollärarexamen i Falun 1955, blev medicine kandidat vid Uppsala universitet 1957 och medicine licentiat där 1963.  Hon var tillförordnad underläkare i Bollnäs 1963–1964, blev underläkare vid Jönköpings lasarett 1964, var chef för barn- och ungdomspsykiatriska kliniken på Jönköpings lasarett 1975–1986, överläkare där från 1976. Hon var ledamot av barnavårdsnämnden i Jönköpings stad 1967–1971, suppleant i Jönköpings läns landsting (för Folkpartiet) 1974–1982 och ledamot pensionsdelegation I i Jönköpings län 1978–1986..